# Plessy v. Ferguson
Plessy v. Ferguson ist ein 1896 vom Obersten Gerichtshof der Vereinigten Staaten entschiedener Fall, der als Grundsatzentscheidung in der Geschichte des Gerichts gilt. Das Gericht hatte darüber zu entscheiden, ob ein Gesetz des Staates Louisiana, das getrennte Abteile für Bürger weißer und schwarzer Hautfarbe in Eisenbahnzügen vorschrieb, gegen die Verfassung der Vereinigten Staaten verstoße. Es verneinte dies mit sieben zu einer Richterstimme und erklärte damit die Bereitstellung getrennter Einrichtungen für Weiße und Schwarze unter bestimmten Voraussetzungen für zulässig. Durch dieses Urteil wurde damit de facto das Prinzip Separate but equal, also „Getrennt aber gleich“, als Basis der Rassentrennung in den Südstaaten etabliert.
Die Entscheidung Plessy v. Ferguson wurde 1954 durch das Urteil im Fall Brown v. Board of Education, das aber nur das öffentliche Schulwesen betraf, und später andere Urteile faktisch, aber formal nie aufgehoben. In der US-amerikanischen Geschichtsschreibung wird Plessy zusammen mit Dred Scott v. Sandford und Korematsu v. United States allgemein als eines der schlechtesten Urteile des Obersten Gerichtshofs angesehen.
Die Benennung des Falls ergibt sich der angelsächsischen Rechtstraditionen entsprechend aus den Namen der beiden als Prozessparteien beteiligten Personen, des Schuhmachers Homer Plessy und des Richters John Howard Ferguson, sowie der Abkürzung für den aus dem Lateinischen entnommenen juristischen Fachausdruck „versus“ (deutsch: „gegen“).

## Sachverhalt des Falls
Der Grund der juristischen Auseinandersetzung in Plessy v. Ferguson war ein am 19. Juli 1890 vom Bundesstaat Louisiana unter der Bezeichnung Separate Car Act verabschiedetes Gesetz. Dieses schrieb für Eisenbahnzüge getrennte Wagen für Weiße und Schwarze und bei Verstößen eine Strafe von 25 US-Dollar oder 20 Tagen Gefängnis vor. Einige Bürger Louisianas beschlossen, dieses Gesetz juristisch anzufechten. Sie gründeten dazu ein Citizens’ Committee to Test the Constitutionality of the Separate Car Act (Bürgerkomitee zur Überprüfung der Verfassungsmäßigkeit des Separate Car Act) und überzeugten den damals 30-jährigen Schuhmacher Homer Plessy (1862–1925), das Gesetz absichtlich zu verletzen. Plessy galt zwar nach der One-Drop-Rule aufgrund einer schwarzen Urgroßmutter juristisch als Schwarzer, war jedoch äußerlich nicht als solcher zu erkennen. Des Weiteren unterstützte die Bahnbetreibergesellschaft East Louisiana Railroad Company das juristische Vorgehen gegen dieses Gesetz ebenfalls, wenn auch aus rein wirtschaftlichen Überlegungen. Albion Tourgée (1838–1905), ein bekannter weißer Bürgerrechtsanwalt aus New York, erklärte sich bereit, den Fall ohne Honorar vor Gericht zu verhandeln.
Homer Plessy erwarb am 7. Juni 1892 ein Ticket erster Klasse für einen Zug der East Louisiana Railway von New Orleans nach Covington, beides Städte im Staat Louisiana. Nachdem er in einem Abteil für Weiße Platz genommen hatte, informierte er den Zugbegleiter über seine Abstammung. Er wurde daraufhin aufgefordert, den Platz zu räumen und sich stattdessen in ein Abteil für Schwarze zu setzen. Nachdem er dies abgelehnt hatte, wurde er festgenommen, jedoch einen Tag später gegen eine Kaution von 500 US-Dollar wieder freigelassen. Der gesamte Vorfall war dabei im Vorfeld mit der East Louisiana Railway abgestimmt worden.

## Urteile der Vorinstanzen
Homer Plessy wurde einen Monat nach dem Vorfall vom Bezirksstrafgericht der Gemeinde New Orleans des Verstoßes gegen das Gesetz für schuldig befunden (State of Louisiana v. Plessy, 1892). Der Vorsitzende Richter an diesem Gericht war John Howard Ferguson. Er hatte in vorherigen Entscheidungen die Anwendung des Gesetzes in Zügen, welche die Grenzen des Staates Louisiana überquerten und damit auch in anderen Staaten unterwegs waren, für verfassungswidrig erklärt. Im Fall von Homer Plessy entschied er allerdings gegenteilig mit der Begründung, dass der Staat für Bahnbetreiber, die nur auf dem Territorium Louisianas operieren würden, entsprechende Gesetze erlassen könnte. Er verurteilte Plessy dem Gesetz entsprechend und erklärte dieses unter der genannten Einschränkung für verfassungsgemäß.
Im gleichen Jahr lehnte der Oberste Gerichtshof des Staates Louisiana Plessys Einspruch gegen das Urteil von Ferguson ab (Ex parte Plessy, 1892). Zwei Jahre später wurde der Separate Car Act noch um Bestimmungen zu getrennten Wartebereichen an Bahnhöfen erweitert. Am 13. April 1896 kam es schließlich zur Verhandlung von Plessys erneutem Einspruch vor dem Obersten Gerichtshof der Vereinigten Staaten. Seine Argumentation beruhte auf einem unzulässigen Eingriff in seine Rechte als amerikanischer Bürger durch den Separate Car Act und auf der Verweigerung der durch den 14. Zusatzartikel gesetzlich garantierten Gleichberechtigung. Nach Auffassung seines Anwaltes Albion Tourgée impliziere das Gesetz eine Minderwertigkeit schwarzer Bürger.

## Entscheidung des Obersten Gerichtshofs

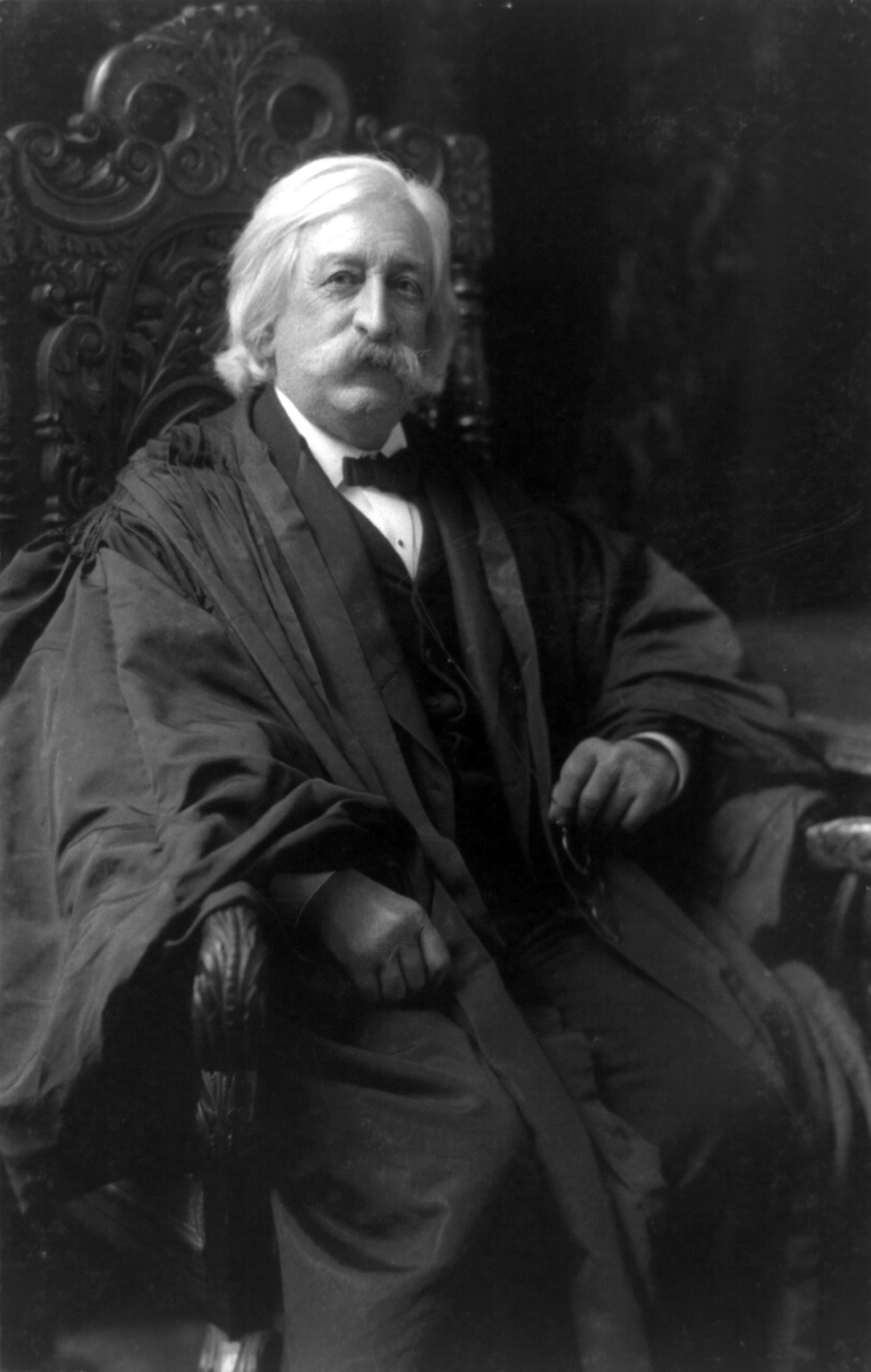
Melville W. Fuller

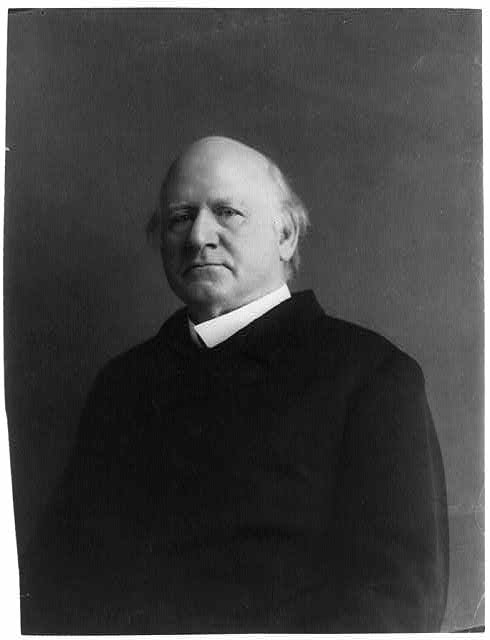
John Marshall Harlan

Am 18. Mai 1896 entschied das Gericht unter dem Vorsitz von Melville W. Fuller mit 7 zu 1 Richterstimmen in einem von Richter Henry Billings Brown verfassten Urteil, die Klage von Plessy abzuweisen, da die Bestimmungen des Gesetzes verfassungsgemäß seien. In der Begründung dieser Entscheidung schrieb Brown unter anderem:

„[…] Dass der Separate Car Act nicht gegen den 13. Verfassungszusatz verstößt, der die Sklaverei und die Zwangsarbeit, außer als Strafe für ein Verbrechen, abschaffte, ist zu eindeutig, um es zu begründen. […] Ein Gesetz, das lediglich eine rechtliche Unterscheidung zwischen der weißen und der schwarzen Rasse beinhaltet – eine Unterscheidung, die auf der Hautfarbe der beiden Rassen beruht, und die immer bestehen wird, solange weiße Menschen von denen der anderen Rasse aufgrund ihrer Hautfarbe unterscheidbar sind – hat nicht die Absicht, die rechtliche Gleichheit beider Rassen zu untergraben. […] Das Ziel des 14. Verfassungszusatzes war ohne Zweifel, die absolute Gleichheit beider Rassen vor dem Gesetz durchzusetzen, aber es liegt in der Natur der Sache, dass es nicht das Ziel sein konnte, auf der Hautfarbe basierende Unterschiede abzuschaffen, oder, im Unterschied zu politischer, soziale Gleichheit oder eine Vermischung der beiden Rassen durchzusetzen zu Bedingungen, die für beide unbefriedigend sind. […]“

Das Gericht verwarf Plessys Auffassung hinsichtlich eines Verstoßes gegen den 13. Zusatzartikel ebenso wie die Ansicht, dass das Gesetz eine Minderwertigkeit von Schwarzen implizieren und damit den 14. Verfassungszusatz verletzen würde. Nach Auffassung des Gerichts setzte der Separate Car Act lediglich übliche soziale Prinzipien in Form einer wertungsneutralen Trennung zwischen Weißen und Schwarzen durch. Jede diesbezüglich behauptete Wertung der Schwarzen als unterlegen würde sich nicht aus dem Gesetz ergeben, sondern allein aus der Interpretation dieses Gesetzes durch die Schwarzen selbst. In den Augen der Gerichtsmehrheit bezog sich der 14. Verfassungszusatz nur auf juristische und politische Gleichbehandlung, nicht jedoch auf soziale Gleichheit.
John Marshall Harlan war der einzige Richter, der in einer Minderheitsmeinung dieses Urteil ablehnte. Er sagte voraus, dass dieses Urteil zukünftig als genauso schändlich wie schon das Urteil im Fall Dred Scott v. Sandford angesehen werden würde, und begründete seine Entscheidung unter anderem mit den folgenden Ausführungen:

„[…] Die weiße Rasse sieht sich selbst als die dominierende Rasse in diesem Land. Und sie ist es in Bezug auf Ansehen, Errungenschaften, Bildung, Wohlstand und Macht. Sie wird, daran habe ich keine Zweifel, es für alle Zeiten sein, wenn sie ihrem großartigen Erbe treu bleibt, und an den Prinzipien der verfassungsmäßigen Freiheiten festhält. Aber in der Sichtweise dieser Verfassung und vor den Augen des Gesetzes gibt es in diesem Land keine überlegene, dominierende, herrschende Klasse von Bürgern. Es gibt hier keine Kasten. Unsere Verfassung ist blind gegenüber der Hautfarbe, weder kennt noch toleriert sie Klassen zwischen den Bürgern. In Bezug auf die Bürgerrechte sind alle Menschen gleich vor dem Gesetz. Der Schwächste ist dem Stärksten ebenbürtig. Das Gesetz sieht den Menschen als Menschen, und berücksichtigt nicht sein Umfeld oder seine Hautfarbe, wenn es um seine durch das höchste Gesetz dieses Landes garantierten Rechte geht. Es ist deshalb bedauerlich, dass dieses Hohe Gericht, die höchste Instanz zum Grundgesetz dieses Landes, zu der Auffassung gelangt ist, dass ein Bundesstaat allein auf der Grundlage der Rasse die Inanspruchnahme der Bürgerrechte durch seine Bürger regulieren darf. […]“

## Auswirkungen des Urteils
Das Urteil hatte zunächst keine nennenswerten unmittelbaren Folgen. Eine möglicherweise zu erwartende breite Entrüstung in den Medien oder der Öffentlichkeit blieb ebenso aus wie erwähnenswerte Proteste. Homer Plessy bekannte sich im Januar 1897 des Verstoßes gegen das Gesetz schuldig und zahlte die durch den Separate Car Act vorgesehene Strafe von 25 US-Dollar. Er führte später ein Leben ohne weitere besondere Vorkommnisse und starb 1925.
Hinsichtlich ihrer weiterreichenden Konsequenzen hatte die Entscheidung allerdings dramatische Folgen für das öffentliche Leben in den Südstaaten. Durch das Urteil wurde de facto die Doktrin Separate but Equal („Getrennt aber gleich“) etabliert, obwohl diese Formulierung im Urteilstext nur in Harlans Ausführungen enthalten war. Auch in der Mehrheitsmeinung wurde lediglich an einer Stelle die umgekehrte Formulierung „Equal but separate“ aus dem in Frage stehenden Gesetz des Staates Louisiana zitiert. Die Entscheidung bildete somit, zusammen mit dem Urteil im Fall Cumming v. Richmond County Board of Education drei Jahre später, die juristische Grundlage für die Legitimation bereits bestehender und die Verabschiedung weiterer als Jim-Crow-Gesetze zur Rassentrennung in den Südstaaten. Zusammen mit der „Atlanta-Compromise-Rede“, in welcher der schwarze Bürgerrechtsaktivist Booker T. Washington 1895 die damalige soziale Isolation der Schwarzen akzeptierte und eine friedliche Koexistenz mit den Weißen mit dem Ziel einer schrittweisen Verbesserung vorschlug, lieferten die in Plessy v. Ferguson enthaltenen Ausführungen der Gerichtsmehrheit auch die ideelle Basis für die Rassentrennung.
Die Entscheidung Plessy v. Ferguson wurde 1954 durch das Urteil im Fall Brown v. Board of Education, das aber nur das öffentliche Schulwesen betraf, und später andere Urteile effektiv, aber formell nie aufgehoben. Zusammen mit dem Civil Rights Act of 1957 und dem Civil Rights Act of 1964 bedeutete dies das offizielle Ende für den Grundsatz separate but equal und damit für die rechtlich sanktionierte Rassentrennung in den Vereinigten Staaten.